# Duválie
Duválie (Duvalia) je rod rostlin z čeledi toješťovité. Jsou to bezlisté sukulenty s dužnatými stonky, tvořícími shluky nebo polštáře. Květy jsou nejčastěji hnědé, řidčeji nažloutlé nebo až skoro černé, pětičetné, s dlouhými korunními laloky. Rod zahrnuje 19 druhů a je rozšířen v jižní části Afriky, v severovýchodní Africe a Arábii. Duválie jsou pěstovány jako zajímavost ve sklenících botanických zahrad a ve specializovaných sbírkách sukulentů.

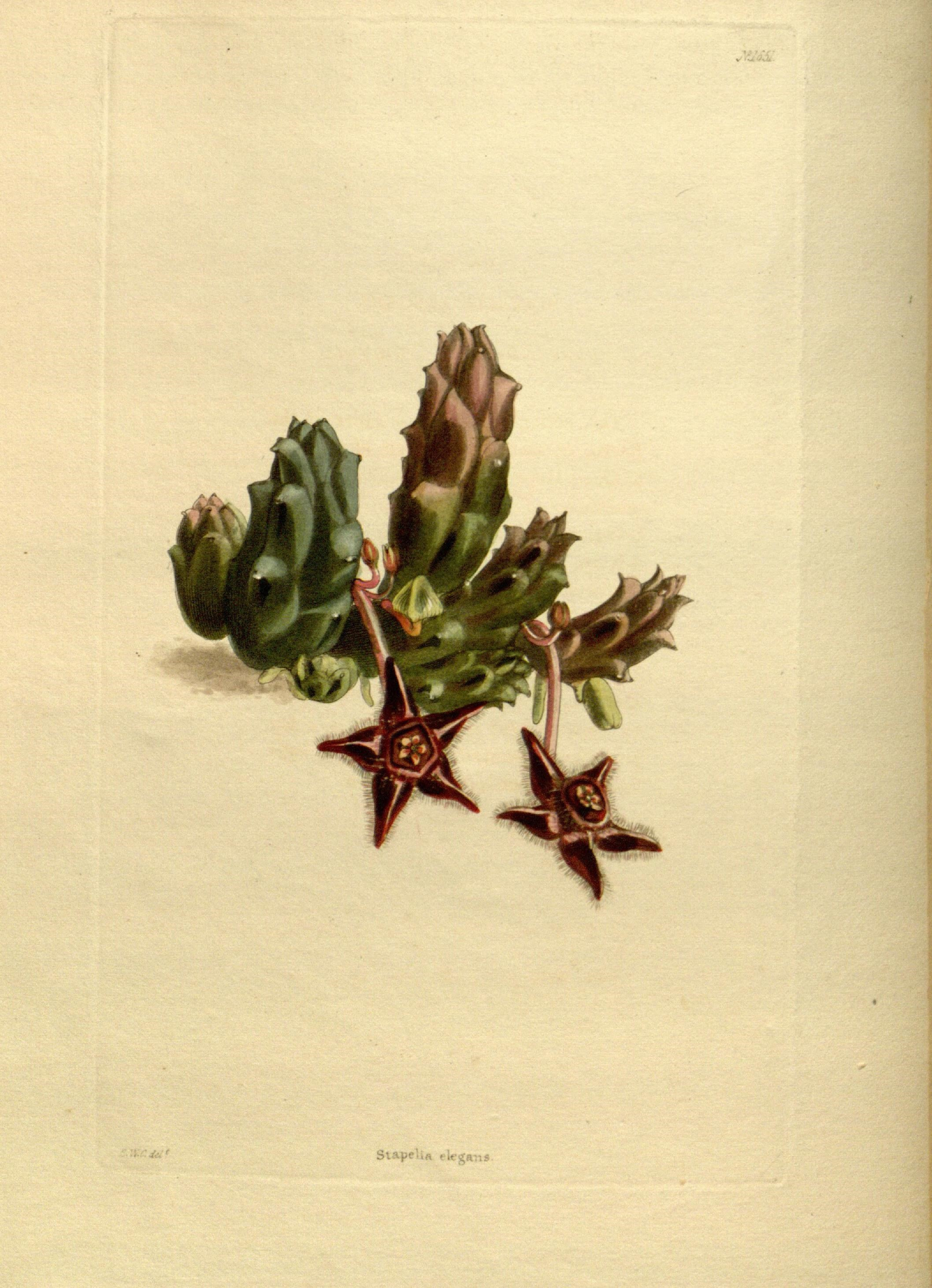
Duvalia elegans na ilustraci z roku 1831

## Popis
Duválie jsou drobné, beztrnné a bezlisté sukulentní byliny, vytvářející řídké shluky až husté polštáře o průměru 4 až 30 cm. Stonky jsou silně dužnaté, zelené nebo načervenalé, válcovité nebo kyjovité až téměř kulovité, s kuželovitými hrbolky. Zbytky zakrnělých listů jsou přítomny v podobě 1 až 4 mm dlouhé, trojúhelníkovité struktury doprovázené 2 žlázkami palistového původu. Květenství je jednotlivé, vyrůstající zpravidla z dolní části stonku, složené z 1 až 8 nebo i více postupně rozkvétajících květů. Kalich je 2 až 6 mm dlouhý, s kopinatými a na konci zašpičatělými kališními lístky. Koruna je 10 až 15 mm široká, kolovitá, hluboce laločnatá. Z vnější strany je zelená nebo hnědavá a lysá, na vnitřní straně různě zbarvená, nejčastěji hnědá, řidčeji bledě žlutá až téměř černá nebo červenohnědá. Ve střední části květu přechází v dužnatý, chlupatý nebo papilnatý disk. Pakorunka je 2,5 až 4,5 mm vysoká a 2 až 9 mm široká, tvořená 2 kruhy laloků. Vnější laloky tvoří pětihranný až kruhovitý disk, vnitřní jsou jen 1 mm dlouhé a přiléhají ke hřbetům prašníků. Prašníky jsou vodorovně přirostlé ke čnělkové hlavě. Plodem je souplodí 2 vzpřímených měchýřků.

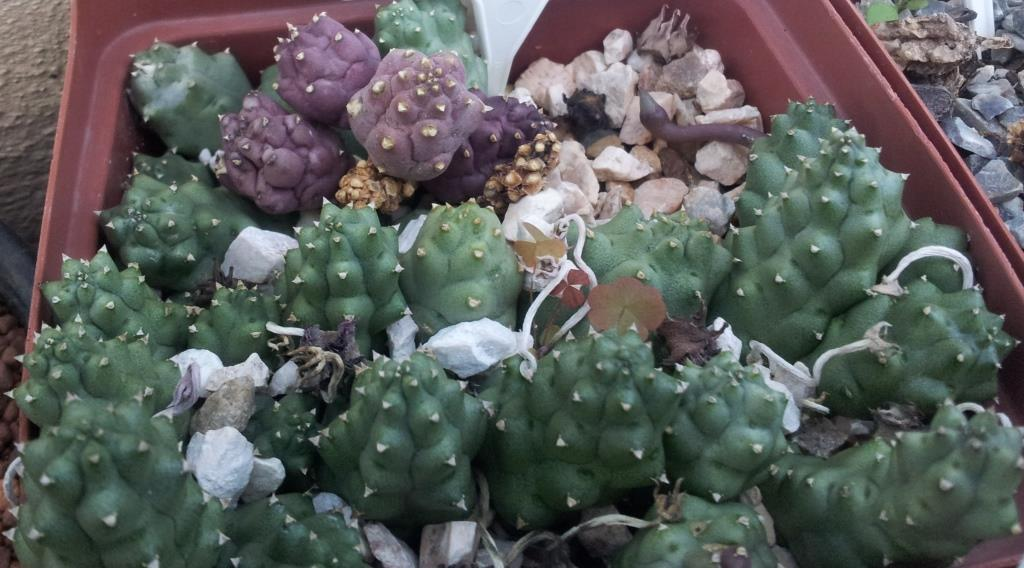
Duvalia corderoyi
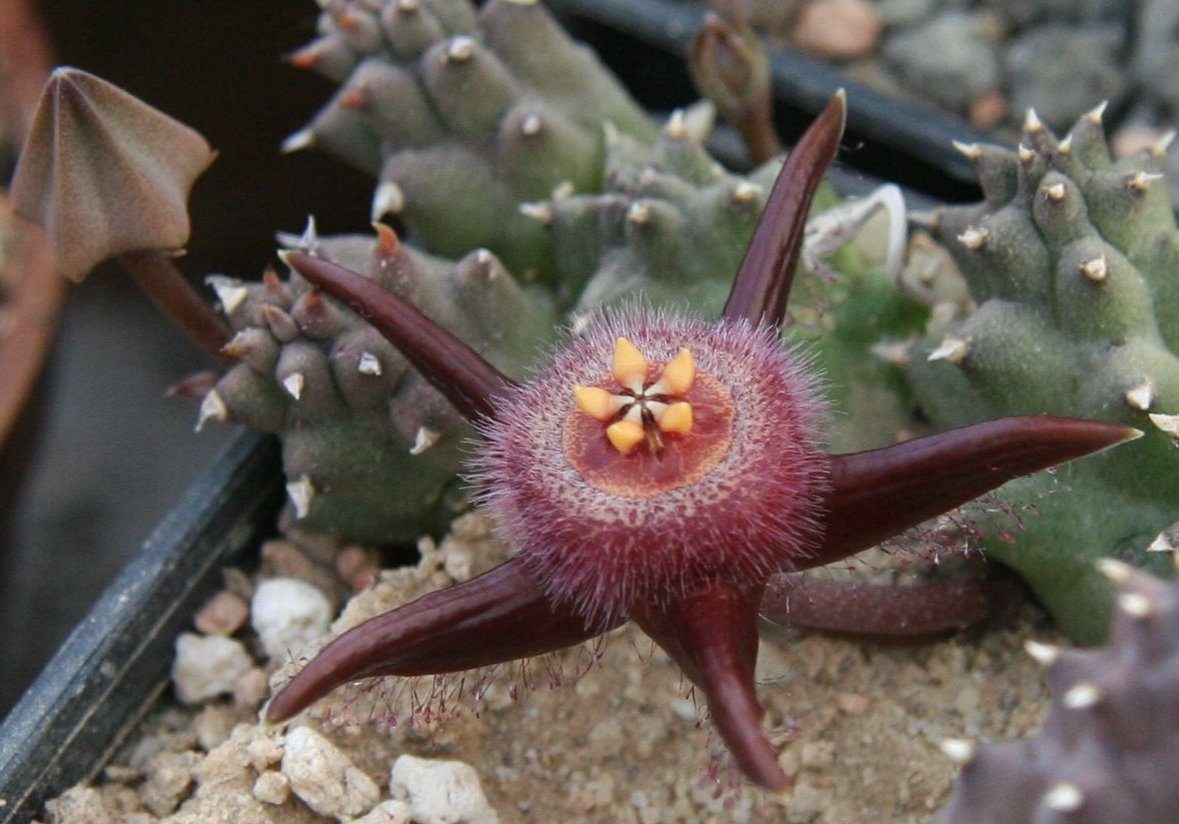
Květ Duvalia corderoyi
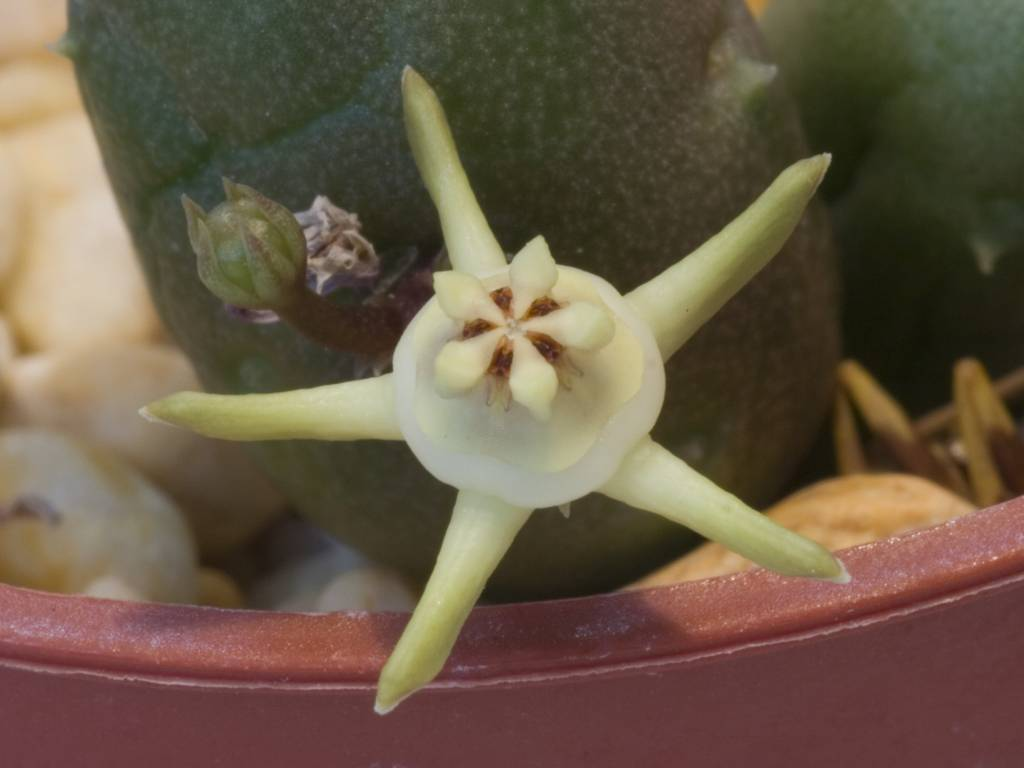
Květ Duvalia parviflora

## Rozšíření
Rod duválie zahrnuje 19 druhů. Je rozšířen v jižní Africe od jižních oblastí Angoly a Zambie po jihoafrické Kapsko a v Arábii a přilehlé oblasti severovýchodní Afriky od východního Súdánu po severní Somálsko. Rozsáhlejší areál v tropické a subtropické jižní Africe má pouze druh Duvalia polita, ostatní jihoafrické druhy jsou svým výskytem omezeny na Kapsko a přilehlá území.

## Taxonomie
Rod Duvalia je v rámci čeledi Apocynaceae řazen do podčeledi Asclepiadoideae a tribu Ceropegieae. Popsal jej v roce 1812 anglický botanik Adrian Hardy Haworth a zařadil do něj 3 druhy z rodu Stapelia popsané o několik let dříve a také několik nových druhů.

## Význam
Duválie jsou pěstovány jako zajímavost ve sklenících botanických zahrad a ve specializovaných sbírkách sukulentů. Některé druhy jsou uváděny např. ze sbírek Pražské botanické zahrady v Tróji.